# Вулиця Верхня Горова (Черкаси)
Вулиця Верхня Горова́ — вулиця в Черкасах.

## Розташування
Вулиця простягається по верху паралельно Черкаським береговим схилам. Починається від площі біля Будинку природи, простягається на південний схід до вулиці Митницької. Далі вулиця проходить до вулиці Богдана Хмельницького, але не з'єднується з нею під прямим кутом, так як остання спускається до Митниці і знаходиться на нижчому рівні. Далі вулиця проходить до початків вулиць Пастерівської та Гуржіївської і потім сама повертає на південний захід і йде паралельно Гуржіївській.

## Опис
Вулиця неширока, по 1 смузі руху в кожен бік на ділянці до вулиці Митницької. Далі вулиця вузька і має всього одну смугу для руху. На вулиці розташовані 3 черкаських готелі — чотиризірковий «Дніпро», «Росава» (збудований в 1990 році) та «Апельсин» (колишній «Жовтневий», збудований в 1970-ті роки). Окрім цього по вулиці багато старовинних будинків, серед яких виділяється будинок Воробйова, в якому нині міститься Черкаський обласний Центр науково-технічної творчості учнівської молоді. На початку вулиці міститься Черкаський будинок природи, збудований ще в 1960-ті роки. На вулиці також розміщені дитячий садок «Світлофорик» (збудований в 1960-ті роки) та Будинок культури УТОГа.

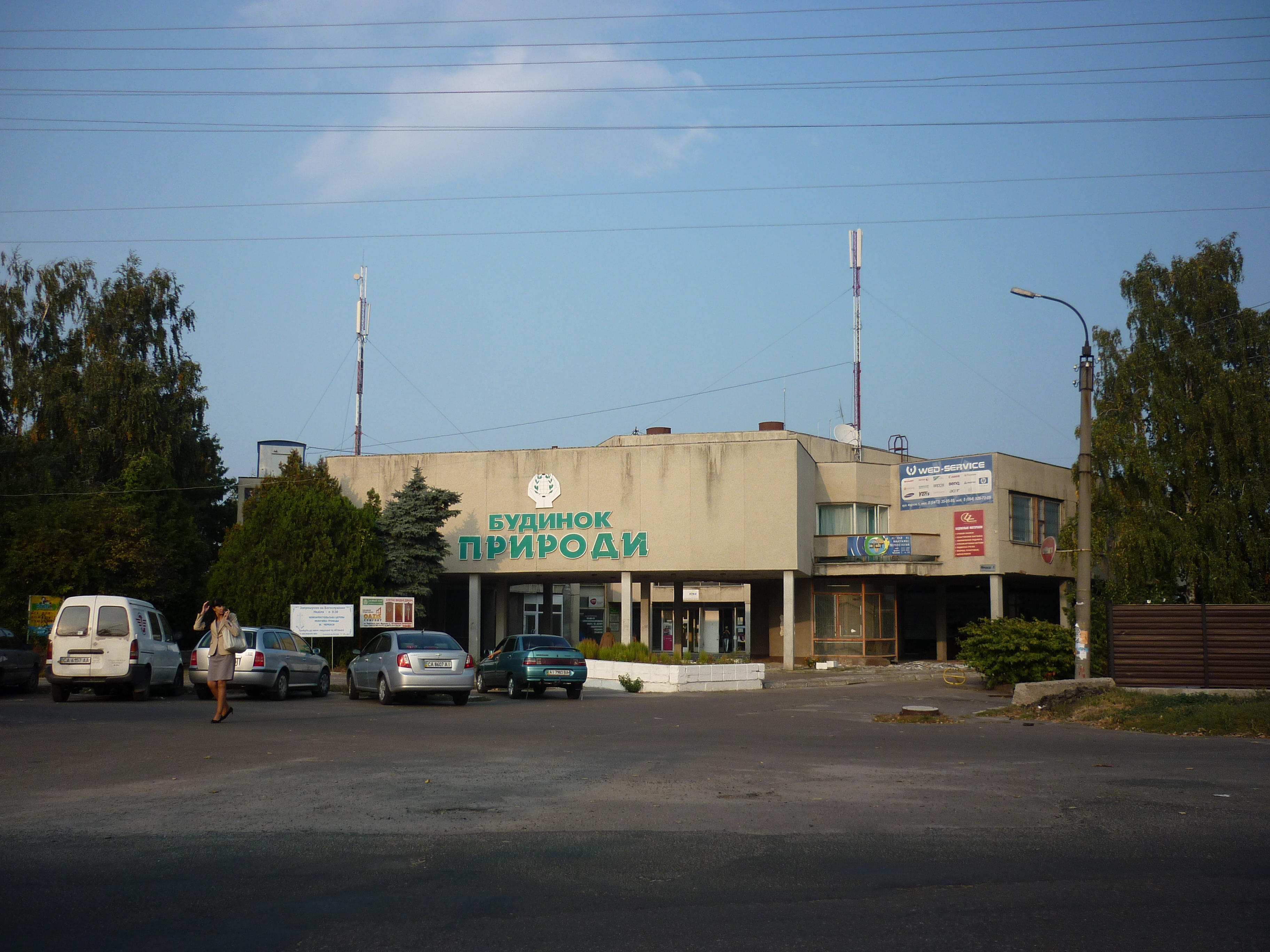
Будинок природи
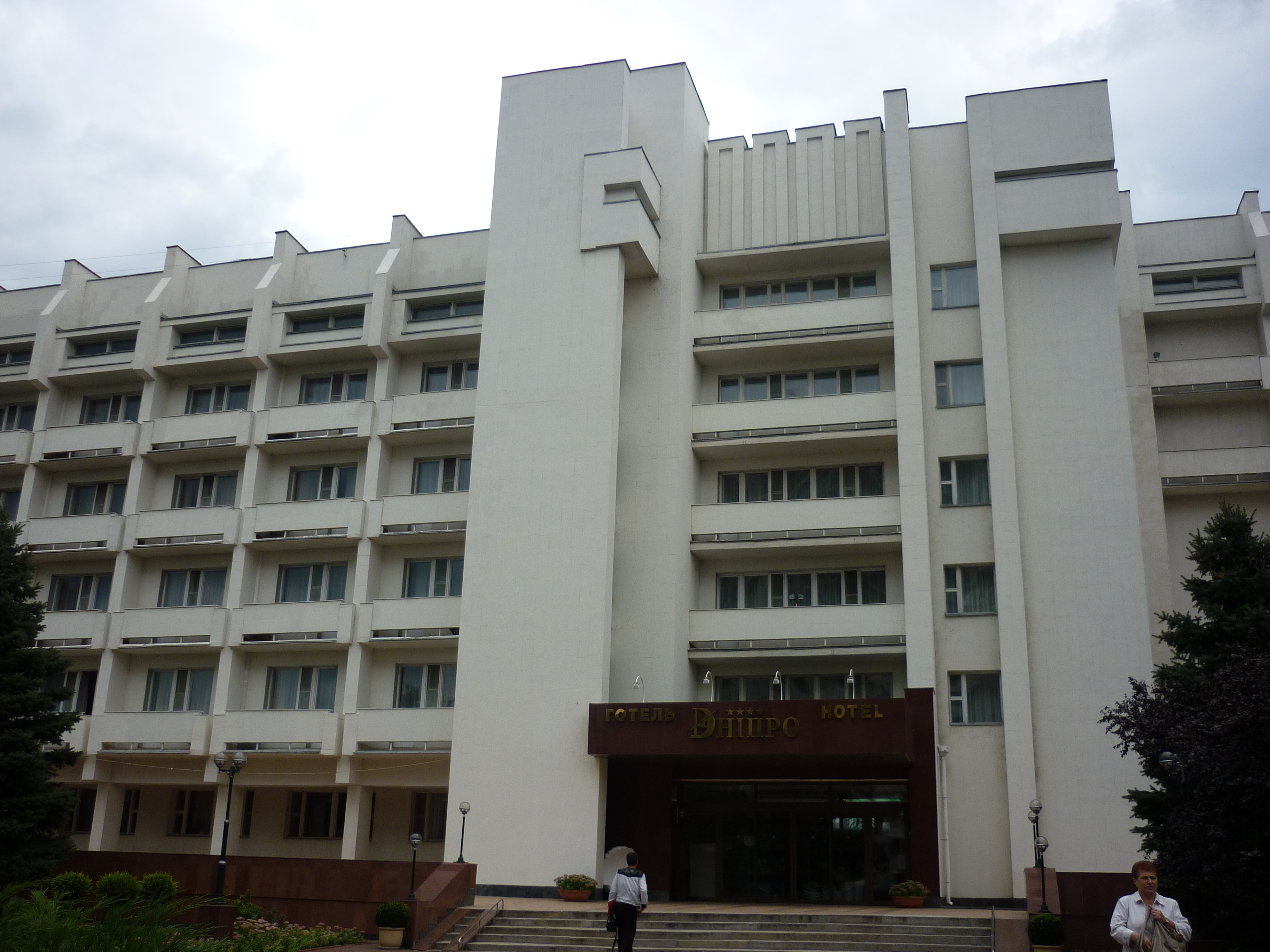
Готель «Дніпро»
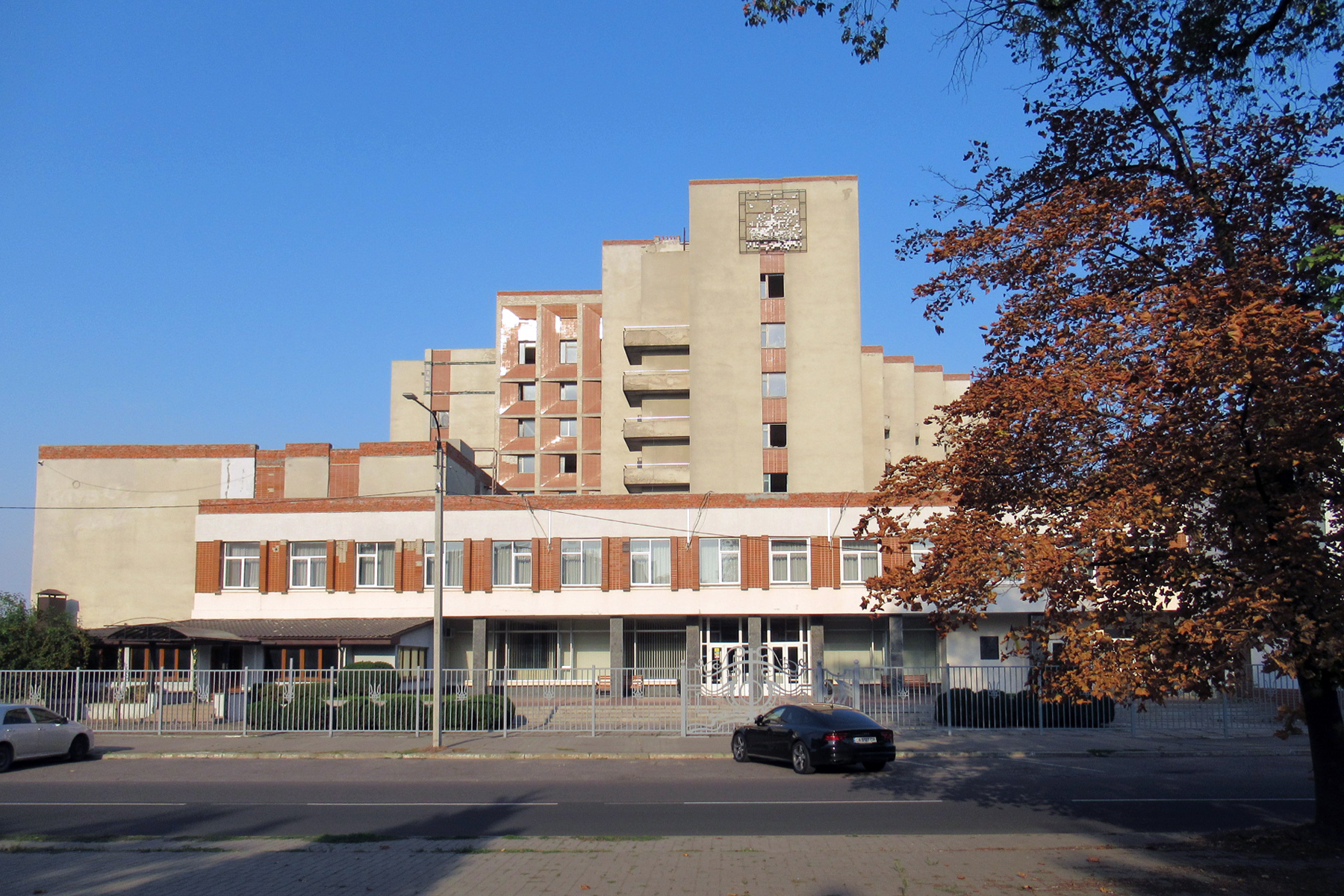
Апеляційний суд Черкаської області у колишньому готелі «Росава»
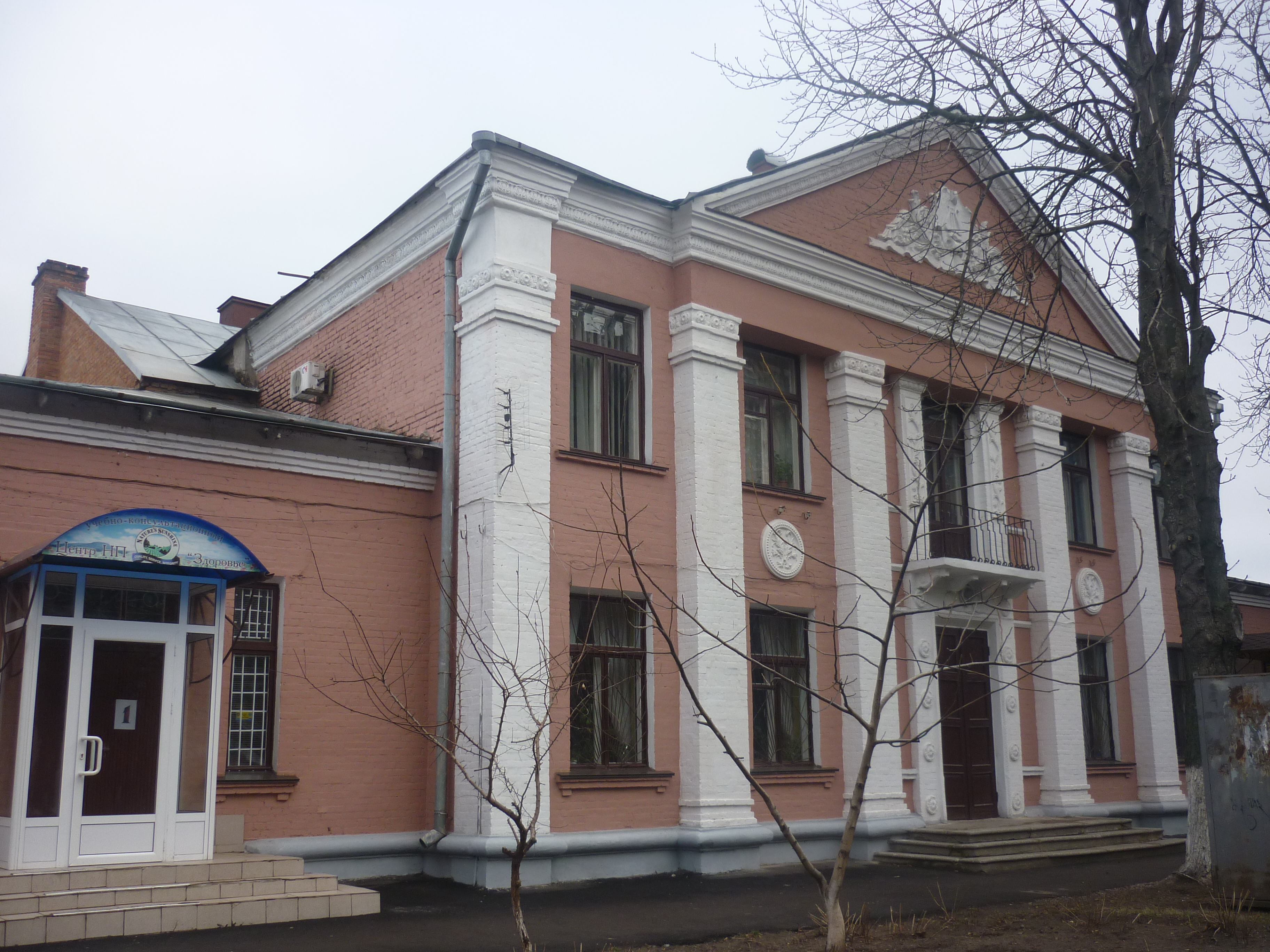
Будинок культури УТОГа
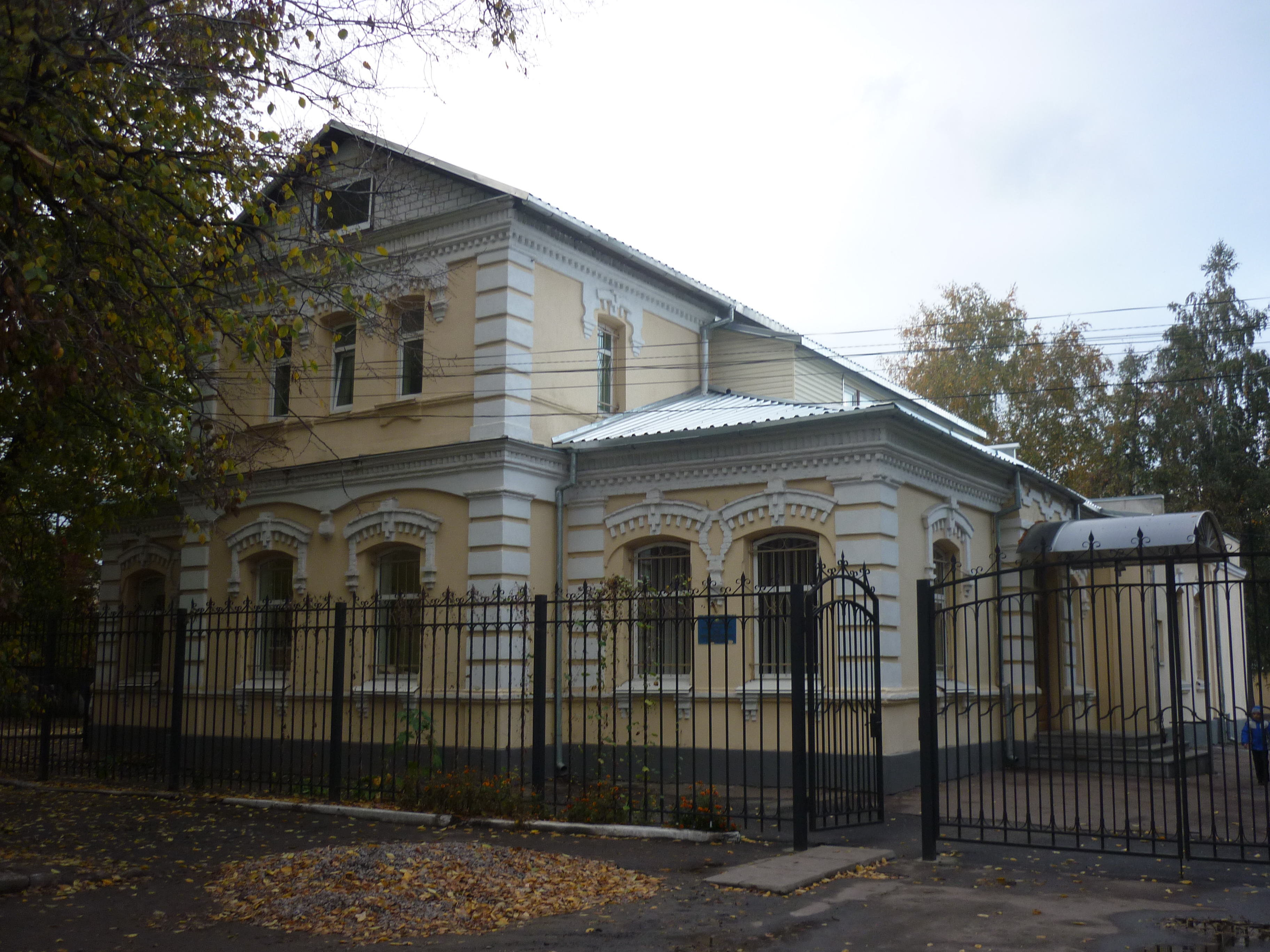
Будинок Воробйова

## Походження назви
Вперше вулиця згадується 1884 року як Горова. 1893 року вона була поділена на 3 частини — Верхню, Середню та Нижню Горові. В 1923 році вулиця була знову об'єднана і названа Верхньою Горовою. В 1926 році вулицю було названо на честь Михайла Фрунзе. Під час німецької окупації 1941—1943 років вулиця називалась на честь Коновальця. 22 лютого 2016 року вулиця була перейменована в сучасну назву.